# Ляличі (річка)
Ляличі — річка в Приморському краї Росії.
Тече з півдня на північ, впадає в річку Ілиста . В літній час часто бувають паводки, що визиваються в основному інтенсивним затяжними дощами. Підйом рівня води під час проходження паводків складає в середньому 0,5 — 0,7 м/доб.

## Рослинність
Річка протікає в зоні луків і боліт з ділянками листяних лісів і освоєних земель. Ліси представлені дубняка з окремими групами сосняком і кус-тарника. Усі дерева невисокі, заввишки в середньому - 3 метри.

## Ґрунти
Ґрунти - буропідзолисті і бурі лісові опідзолені глеєві. Формуються в умовах тривалого перезволоження.
В даний час землі окультурили. Побудовано осушувальна меліоративну система в 70 - 80-х роках минулого століття, за якою ведеться скидання вод у річку Мулиста. У магістральний скидний канал потрапляють і води річки Ляличи.
Прилегла до долини річки місцевість заросла лісовою рослинністю, частково розорана, частково зайнята населеними пунктами. Це один з найбільш населених районів Приморського краю з сільськогосподарським ухилом виробництва. Ширина долини річки поверху 3.0 - 3.5 км. Долина заросла лісом і чагарником, частково освоєна господарською діяльністю людини.